# 칠원고등학교
칠원고등학교(漆原高等學校)는 대한민국 경상남도 함안군 칠서면 무릉리에 있는 사립 고등학교이다.

## 학교 연혁
- 1951년 8월 30일 : 향촌 윤효량 박사가 무지, 빈곤, 질병의 타파라는 건학 이념으로 함안군내 4개의 고등학교와 5개의 중학교를 설립
- 1952년 5월 15일 : 칠원농업고등학교 설립인가(3학급) (위치 現 칠원공설운동장, 초대 교장 주문홍)
- 1972년 9월 14일 : 칠원종합고등학교로 교명 변경인가
- 1987년 9월 25일 : 칠원고등학교로 교명 변경인가(12학급)
- 1992년 3월 1일 : 제4대 윤정숙 이사장 취임
- 2006년 8월 25일 : 학급 증설 인가(15학급)
- 2007년 7월 11일 : 자율학교 지정 (전국단위 모집, 교육과정 자율편성)
- 2008년 12월 14일 : 여학생 기숙사(명덕학사) 준공
- 2020년 1월 21일 : 남학생 기숙사(향촌관) 신축
- 2020년 3월 1일 : 제22대 송현정 교장 취임
- 2023년 2월 8일 : 제69회 117명 졸업장 수여식 (졸업생 누계 8,382명)
- 2023년 3월 2일 : 신입생 입학식(136명)

## 참고 자료
- 칠원고등학교 - 한국교육학술정보원 학교알리미